# Kenta Suzuki
Kenta Suzuki (japanisch 鈴木 健太 Suzuki Kenta; * 16. September 1985 in der Präfektur Kanagawa) ist ein ehemaliger japanischer Fußballspieler.

## Karriere
Suzuki erlernte das Fußballspielen in der Jugendmannschaft von Yokohama F. Marinos. Seinen ersten Vertrag unterschrieb er 2004 bei den Ventforet Kofu. Der Verein spielte in der zweithöchsten Liga des Landes, der J2 League. Am Ende der Saison 2005 stieg der Verein in die J1 League auf. Für den Verein absolvierte er 29 Ligaspiele. 2008 wechselte er zu SC Sagamihara. Ende 2015 beendete er seine Karriere als Fußballspieler.